# باك فريمان (لاعب كرة قاعدة)
باك فريمان (بالإنجليزية: Buck Freeman)‏ هو لاعب كرة قاعدة أمريكي، ولد في 5 يوليو 1896 في مارت في الولايات المتحدة، وتوفي في 21 فبراير 1953 في Fort Sam Houston ‏ في الولايات المتحدة.

## وصلات خارجية
- باك فريمان (لاعب كرة قاعدة) على موقعبيزبول رفرنس.كوم (الدوري الرئيسي) (الإنجليزية)
- باك فريمان (لاعب كرة قاعدة) على موقعبيزبول رفرنس.كوم (الدوري الثانوي) (الإنجليزية)